# USS John S. McCain (DDG-56)
USS John S. McCain (DDG-56) — эсминец УРО типа «Арли Бёрк». Построен на верфи Bath Iron Works, приписан к морской базе Йокосука, Япония.
Эсминец «Джон Маккейн» назван в честь отца и сына Джона С. Маккейна старшего и Джона С. Маккейна младшего, двух адмиралов ВМС Соединённых Штатов. Джон С. Маккейн-младший командовал подводными лодками Gunnel и Dentuda. Впоследствии он занимал множество постов, вплоть до поста главы Тихоокеанского командования ВС США. Джон Маккейн-старший командовал авианосцем Рейнджер и до 1944 года был командующим авианосной группой. Эти адмиралы приходятся, соответственно, отцом и дедом Джону С. Маккейну III, бывшему военно-морскому лётчику, сенатору от штата Аризона и кандидату в президенты от Республиканской партии США на выборах 2008 года.

## Боевая служба
21 августа 2017 года в Малаккском проливе эсминец столкнулся с торговым судном «Alnic MC», в результате чего 10 моряков пропали без вести. Капитану эсминца выдвинуты обвинения в халатности, опасном управлении кораблем и непреднамеренном убийстве. Кроме того, после происшествий с эсминцами «Джон Маккейн» и «Фицджеральд» подал в отставку командующий Тихоокеанским флотом ВМС США адмирал Скотт Свифт.
27 октября 2019 года вышел на ходовые испытания после завершения ремонтных работ в Йокосуке (Япония).